# 乌鲁木齐市基督教会明德路堂
乌鲁木齐市基督教会明德路堂，（原为新疆中华基督教会明德路堂）是中华人民共和国新疆维吾尔自治区境内最大、信徒最多的基督教堂。

## 背景
江苏省南京市人李开焕曾就读于河南圣安德烈神学院，属内地会。李开焕是中华邮政的邮务员，曾先后前往河南省和云南省就职。他的妻子为江苏省泰兴县人翟明霞，翟明霞于民国八年（公元1919年）考入江苏省立第一女子师范学校，毕业后任教员。民国十九年（公元1930年）开始信仰基督教，属浸礼宗。民国二十三年（公元1934年）开始就读于中華神學院，并于民国二十五年（公元1936年）毕业，毕业后在云南布道。民国三十四年（公元1945年），李开焕与翟明霞结婚。

## 早期
民国三十四年（公元1945年）的2月，夫妇二人主动请调前往新疆省。二人途径兰州市时，与胡进洁相遇，胡进洁表示迪化城（今乌鲁木齐市）内有内地会福音堂提供教务活动。李开焕与翟明霞不愿依靠外国教会，故拒绝了胡进洁的邀请。二人于当年5月抵达迪化。抵达迪化后，李开焕在《新疆日报》连续刊登了7天的告示，邀请迪化城的基督徒聚会联络。因为1942年河南饥荒，很多河南难民迁往新疆谋生，分别被安置在沙湾县、阜康县等地，而留在迪化的难民部分是基督徒。告示登出后，超过30名迪化基督徒前往聚会点，另外还有来自阜康、奇台、哈密、尉犁等地的基督徒通过书信的方式与其联络。到了8月26日，李开焕召开了全体教徒大会，并开始教会成立筹备工作。新疆中华基督教会于民国三十五年（公元1946年）2月24日正式成立，乌鲁木齐为总会，其他各地设置分会，李开焕为主任委办。由于当时没有专门的教堂，夫妻二人选择租用新疆省药房（今乌鲁木齐市大十字一带）的两间会议室作为聚会地点，每周日组织大礼拜，并将水磨沟香泉浴池作为施洗礼拜之地。民国三十五年（公元1946年）3月，李开焕、王金铭等人组成建堂委员会，开始为建堂筹资。9月份共筹得新疆省币120万元（黄金20两），选择在明德路购买了一院有3到4间房间的平房。时任新疆省主席张治中也参与捐款。
随后李开焕从邮局辞职，开始正式任教牧专职人员。并选择12名教徒为办理教会事物的委办。前往新疆中华基督教会的信徒逐渐增多，超过100人。教会还创办了基督教刊物《江河》，并在上海印刷，向全国发行，共发行超过100期。新疆中华基督教会有大礼拜、小礼拜、家庭聚会等宗教活动，每周日举行大礼拜，小礼拜则分为星期一的见证会，星期二的查经会，星期三的祷告会，星期四的向交会以及星期五的唱诗会等。1946年到1959年间，新疆中华基督教会共设立六道湾家庭聚会点、和田街家庭聚会点、二道桥家庭聚会点和东关家庭聚会点，每个聚会点有1人负责召集。新疆中华基督教会的运营经费由信徒资源奉献，并一直不摊派、不募捐、不劝助。
新疆中华基督教会成立后，李开焕牧师等人经常巡回新疆各县。绥来县（今玛纳斯县）、景化县（今呼图壁县）、米泉县（今乌鲁木齐市米东区）、阜康县、奇台县、哈密县（今哈密市）等地教会成为新疆中华基督教会分会。新疆中华基督教会信徒大多为汉族基督徒，不过经常有超过10人的归化族（现俄罗斯族）基督徒前往新疆中华基督教会进行大礼拜，由于语言不通，每次大礼拜结束后，他们会单独进行一次俄语礼拜。也因此，新疆中华基督教会与在伊宁市的归化族教会取得了联系。

## 近况
李开焕于1959年去世，葬于东山公墓，翟明霞继续开展宗教活动。文化大革命开始后，新疆中华基督教会的活动中止，新疆境内公开的基督教活动基本停滞。新疆中华基督教会教堂被电子研究站占用。直到1985年，明德路大院被政府归还给了新疆中华基督教会，并补偿修建了400平方米的两层楼房作为礼拜堂。礼拜堂完工后，新疆中华基督教会更名为乌鲁木齐市中华基督教会。乌鲁木齐市中华基督教会办教原则为“自治、自养、自传”。中国基督教协会和中国基督教三自爱国运动委员会先后按立陈孝卿、黄清治、范晨等人为牧师，王金铭、崔鸿凯、张录庭、范子舟等人为长老。除此之外，明德堂每年选举7位执事。随着信徒的增多，两层楼房逐渐无法满足实际需求，在大礼拜时，常常因为屋内无地容身，院内也被信徒挤满。1994年10月，开始兴建新的礼拜堂，1995年圣诞节之前，总面积2400平方米的新的礼拜堂落成。新的礼拜堂高6层，其中顶部三层为写字间，下三层和地下室组成了圣殿，其中三楼是主会堂。每天有超过3000余信众前往明德堂进行宗教活动。